# Karl von Unruh (General, 1786)
Karl Georg Friedrich Johann von Unruh (* 18. März 1786 in Rügenwalde; † 22. April 1852 in Berlin) war ein preußischer Generalleutnant und Militärgouverneur des Prinzen Friedrich Wilhelm.

## Leben

### Herkunft
Seine Eltern waren der General Karl Philipp von Unruh (1731–1805) und dessen zweiter Ehefrau Eleonore Hedwig, geborene von Manstein (1749–1796).

### Militärkarriere
Am 21. April 1804 immatrikulierte er sich in der Universität Erlangen und am 17. Mai 1805 in der Universität Leipzig, um Jura zu studieren. Im Vierten Koalitionskrieg trat er am 7. Juli 1806 als Fähnrich mit Patent vom 12. Februar 1805 in das Infanterieregiment „von Thile“ der Preußischen Armee ein. Unruh avancierte Ende Juli 1806 zum Sekondeleutnant und nahm an der Verteidigung von Breslau teil. Nach der Kapitulation der Festung am 7. Januar 1807 wurde er inaktiv gestellt.
Nach dem Frieden von Tilsit kam er am 24. Mai 1809 kam er in das 2. Westpreußische Infanterie-Regiment und nahm 1812 am Feldzug gegen Russland teil. Er kämpfte in den Gefechten bei Eckau und Kyopen. Nach dem Feldzug wurde er am 1. Juni 1813 in den Generalstab der 8. Brigade versetzt und am 5. September 1813 zum Premierleutnant befördert. Während der Befreiungskriege kämpfte er in der Schlacht bei Großgörschen und wurde mit dem Orden des Heiligen Wladimir IV. Klasse sowie dem Eisernen Kreuz II. Klasse ausgezeichnet. Danach war er bei den Schlachten von Bautzen, an der Katzbach, Leipzig und Laon. Ferner bei den Gefechten von Danigkow und Königswartha und der Blockade von Landau. Am 11. Mai 1814 durfte er mit dem Generalfeldmarschall von Blücher nach London reisen.
Am 5. Januar 1815 erhielt Unruh die älteste Premierleutnant-Stelle des Kaiser Franz Grenadier-Regiments, kam am 19. April 1815 als Adjutant in die 10. Brigade aber schon am 1. Mai 1815 wurde er Adjutant in der Kommandantur Mainz. Bereits am 4. Juli 1815 kam er als Kapitän in die Adjutantur der Landwehrinspektion in Potsdam. Am 30. März 1821 wurde er zum Major befördert und als Adjutant zur Kommandantur Mainz rückversetzt. Am 30. März 1824 wurde er in die 16. Division versetzt. Von dort kam er am 5. Mai 1827 in das Generalkommando des Gardekorps und am 28. Oktober 1829 in das Generalkommando des III. Armee-Korps. Unruh avancierte bis Ende März 1838 zum Oberst und zum persönlichen Adjutant des Prinzen von Preußen. Am 8. Juni 1838 erhielt er den Sankt-Stanislaus-Orden II. Klasse. Mitte Oktober 1838 folgte seine Ernennung zum Militärgouverneur des Prinzen Friedrich Wilhelm. Am 1. Januar 1840 schied er aus der Adjutantur aus und wurde am 30. März 1844 zum Generalmajor befördert. Da Unruh bereits schwer erkrankt war, übernahm der Major Karl Friedrich Wilhelm von Felgermann, Direktor des Militär-Knaben-Erziehungs-Instituts in Annaburg, am 16. Juli 1844 seine Vertretung als Militärgouverneur des Prinzen Friedrich Wilhelm. Unruh erhielt am 18. Oktober 1848 den Roten Adlerorden II. Klasse mit Eichenlaub und am 4. Januar 1849 seinen Abschied mit dem Charakter als Generalleutnant und einer Pension.
Er starb am 22. April 1852 in Berlin und wurde am 26. April 1852 auf dem Friedhof vor dem Hallischen Tor beigesetzt.

### Familie
Unruh heiratete am 10. Juni 1823 in Mainz die Hofdame Mathilde Agnes Beerbohm (1794–1868), eine Großtante von Herbert Beerbohm Tree und Tochter von Ernst Heinrich Beerbohm (1763–1838) und der Henriette Amalie Radke (1767–1855).